# Siobhan Stagg
Siobhan Stagg (geboren am 16. September 1987) ist eine australische Opernsängerin (Lyrischer Koloratursopran).

## Karriere
Stagg studierte an der University of Melbourne und der Wales International Academy of Voice in Cardiff. Sie bildete sich bei den Salzburger Festspielen (2013) und der Deutschen Oper Berlin im Rahmen der Programme für junge Künstler (2013–2015) weiter und wirkte in Berlin bis zur Saison 2018/19 als Ensemblemitglied.
Zu den Engagements gehören die Blonde (Die Entführung aus dem Serail), Sophie (Der Rosenkavalier), Pamina (Die Zauberflöte), Sophie (Werther), Woglinde (Das Rheingold), Waldvogel (Siegfried) und Stimme von oben (Don Carlo) in der Deutschen Oper, die Konstanze (Die Entführung aus dem Serail) und Pamina bei den Salzburger Festspielen, Cordelia (Aribert Reimanns Lear) für die Staatsoper Hamburg und Woglinde für die Staatsoper Berlin.
Stagg singt regelmäßig mit Dirigenten wie Kent Nagano, Simon Rattle, Donald Runnicles, Pinchas Steinberg, Christian Thielemann und Simone Young. Engagements beinhalten Johannes Brahms’ Ein deutsches Requiem unter Thielemann mit den Berliner Philharmonikern.
2015 debütierte Siobhan Stagg an der Royal Opera Covent Garden und sang die Titelrolle in Luigi Rossis Orfeo in Sam Wanamakers Playhouse, Shakespeares Globe. Sie kehrte in der Saison 2017/18 an die Royal Opera zurück und sang hier als Partnerin von Mauro Peter die Pamina (Die Zauberflöte).
Zu ihren Aufnahmen gehört das Soloalbum Hymne à l’amour, das 2013 bei den Australian Independent Music Awards als bestes klassisches Album nominiert wurde.

## Auszeichnungen
- Erster Preis und der Audience Choice Award im Mietta-Songwettbewerb 2012
- Erster Preis der Stuart Burrows International Voice Awards 2013
- Belvedere-Wettbewerb 2014
- Internationaler Mozart-Wettbewerb 2014